# Cinygmula tioga
Cinygmula tioga is een haft uit de familie Heptageniidae. De wetenschappelijke naam van de soort is voor het eerst geldig gepubliceerd in 1952 door Mayo.
De soort komt voor in het Nearctisch gebied.